# Porto Velho (tiểu vùng)
Porto Velho là một tiểu vùng thuộc bang Rondônia, Brasil. Tiều vùng này có diện tích 65651 km², dân số năm 2007 là 412595 người.